# Itambé do Mato Dentro
Itambé do Mato Dentro este un oraș în Minas Gerais (MG), Brazilia.